# Leury
Leury es una comuna francesa situada en el departamento de Aisne, de la región de Alta Francia.

## Geografía
Está ubicada a 5 km al norte de Soissons. 

## Demografía
| 133 | 126 | 110 | 127 | 156 | 163 | 145 | 157 | 188 | 168 | 173 | 160 | 125 | 140 | 139 | 145 | 146 | 136 | 146 | 148 | 129 | 93 | 123 | 117 | 108 | 112 | 116 | 123 | 120 | 101 | 139 | 135 | 113 | 106 | 108 |
| Para los censos de 1962 a 1999 la población legal corresponde a la población sin duplicidades (Fuente: INSEE [Consultar]) |     |     |     |     |     |     |     |     |     |     |     |     |     |     |     |     |     |     |     |     |    |     |     |     |     |     |     |     |     |     |     |     |     |     |